# Mousquetaires de Châtenay-Malabry
Cet article concerne l'équipe de football américain évoluant en ligue régionale française. Pour l'équipe professionnelle évoluant en European League of Football, voir Mousquetaires de Paris (ELF).
 (février 2019).
Stade
Maillots
Champion de France Élite 
1985, 1987, 1988, 1989, 1993, 1994, 1996
Les Mousquetaires de Châtenay-Malabry (anciennement Mousquetaires de Paris) sont un club français de football américain. 
Le club naît d'une fusion entre les clubs des Castors de Paris et des Sphinx du Plessis-Robinson.
Aujourd'hui basé à Châtenay-Malabry, il joue dans le championnat régional d'Île-de-France.

## Le club
Le club comprend :
- une équipe sénior évoluant dans le championnat R1 IDF ;
- une équipe flag mixte adulte
- une équipe U20 football américain
- une équipe U17 football américain
- une section flag jeune

## Histoire

### Les Castors 1982
Créé en 1982 par des élèves de l'École spéciale des travaux publics, du bâtiment et de l'industrie (ESTP) basée à Paris et Cachan en banlieue parisienne. Les Castors font partie des clubs piliers de l’histoire du football américain français. Acteurs majeurs dans les championnats européens, les Castors gagnent 5 titres et perdent 3 fois en finale dans le championnat élite.

### Les Sphinx, Les Jets & Les Cherokees
En 1988, les Cherokees deviennent les Sphinx. En 1992, les Sphinx absorbent les Jets.

### Les Castors –Sphinx 1993
Après leur victoire en finale en 1993, les Castors fusionnent avec les Sphinx (finaliste 1992) pour devenir les Castors-Sphinx. En 1994, ils remportent la finale, validant le succès de cette alliance.

### International 1994
Les victoires en championnat permettent à l’équipe de participer aux compétitions Européennes. Le club fait ses débuts sur la scène internationale en 1994 (Castors, champion de France en 1993) face aux Lions de Bergame, défaite 20-23. En 1995, le club affronte les Belges des Raiders de Bruxelles en poules (51-8), avant de perdre en quart de finale face aux italiens des Frogs de Legnano (33-32). En 1996 les Mousquetaires se retrouve en poule avec les Panthers de Dusseldorf et les Crusaders d’Amsterdam, ils finissent premier de leur poule grâce à leur victoire en Allemagne (16-7) et le forfait des Crusaders lors du deuxième match. En quart de finale le club vient à bout des Roosters d’Helsinki, avant de perdre face aux Blue Devils de Hambourg en demi-finale (14-7). L’équipe atteint aussi les demi-finales lors de l’édition 1997, défaite face aux Phoenix de Bologne (33-34).

### Les Mousquetaires 1996
En 1996, le club change de nom et devient les Mousquetaires du Plessis-Robinson, une nouvelle fois le club participe à la finale qui l’oppose fois aux Argonautes, le club gagne son deuxième titre en trois ans  sur le score de 23 à 19.

### Ralentissement (1998-2003)
Après quatre bonnes saisons, la saison 1998 est plus difficile, le club enchaîne les mauvais résultats et ne participe pas aux play-offs. Cette année-là, le club participe à la deuxième édition de la FED Cup et directement qualifié pour les demi-finales. Le club perd face aux Allemands des Hanau Hawks 59 à 18. La saison 1999 est à l’image de la précédente et est en plus marquée par la descente du club en Casque d’or.
Ensuite, le club évolue pendant trois saisons au sein de la deuxième division. L’équipe réalise une excellente saison 2000, mais échoue en demi-finale de la conférence nord face aux Gaulois de Sannois. Le club ne passe pas les poules lors des saisons 2001 et 2002, et est rétrogradé en Casque d’argent à l’issue de cette dernière. En saison 2003, les Mousquetaires réalisent une saison correcte, ponctuée par un quart de finale en Casque d’argent.

### La perspective d'un retour au premier plan (2004-2009)
Descendu en troisième division, le club entame alors une remontée qui le voit d’abord monter en Casque d’or à l’issue de la saison 2004 (finaliste du Casque d’argent), puis accéder au Casque de diamant grâce à sa place de finaliste lors du Casque d’or 2005. Le retour parmi l’élite n’est que de courte durée, après une 2006 le club est relégué en Casque d’or. La chute ne s’arrête pas là, l’année suivante le club déclare forfait pour la saison et se voit donc reléguer en Casque d’argent, le club revient donc à la position qu'il occupait 4 ans plus tôt. Pour son retour de 3e division le club réalise de bons résultats parvenant à atteindre la finale de conférence nord du championnat de France.

### Nouvelle ère (2009-2018)
Les Mousquetaires sous une nouvelle direction, décident de revenir aux fondamentaux qui ont fait le succès de l’équipe depuis presque 30 ans. Les Mous’ gagnent le championnat régional en 2010 et remontent en D3. En 2011 ils créent la surprise en se hissant en demi-finale nationale. Bien que défaits par les Caïmans du Mans, cette excellente saison les place logiquement parmi les favoris de l'édition 2011/2012 pour la montée en D2.
Les Mous’ développent aussi des moyens pour rendre l’expérience de match plus agréable pour le public, Cheerleading, Fanfare, diffusion radio des commentaires, tout est fait pour développer une image positive du sport.
Tiraillés par des conflits associatifs et financiers, les Mousquetaires, après avoir joué sans briller en D2 de 2013 à 2018, doivent déclarer forfait général avant même le premier match de la saison 2018/2019.

### Championnat régional d'Île-de-France (depuis 2019)
Depuis 2019, l'équipe participe au championnat R1 IDF. La saison 2019/2020 est interrompue à la suite de la pandémie de Covid-19. Le compétition ne reprend qu'en 2022. Les Mousquetaires terminent troisièmes de la saison régulière mais perdent en ½ finale 0 à 28 contre les Black Phoenix d'Alfortville.

## Saison par saison
| Championnat de France              | Championnat de France | Championnat de France        | Championnat de France | Championnat de France | Championnat de France | Championnat de France | Championnat de France | Coupe d’Europe  | Coupe d’Europe     |
| Saison                             | Division              | Résultat                     | Vic.                  | Nuls                  | Déf.                  | Pts pour              | Pts Contre            | Coupe           | Résultat           |
| ---------------------------------- | --------------------- | ---------------------------- | --------------------- | --------------------- | --------------------- | --------------------- | --------------------- | --------------- | ------------------ |
| Castors-Sphinx du Plessis-Robinson |                       |                              |                       |                       |                       |                       |                       |                 |                    |
| 1994                               | D1                    | Champion                     | 2                     | 1                     | 0                     | 57                    | 33                    | Eurobowl        | Quart de finaliste |
| 1995                               | D1                    | Finaliste                    | 0                     | 0                     | 0                     | 0                     | 0                     | Eurobowl        | Quart de finaliste |
| Mousquetaires du Plessis-Robinson  |                       |                              |                       |                       |                       |                       |                       |                 |                    |
| 1996                               | D1                    | Champion                     | 7                     | 0                     | 1                     | 205                   | 47                    | Eurobowl        | Demi-finaliste     |
| 1997                               | D1                    | Poules                       | 2                     | 0                     | 4                     | 155                   | 121                   | Eurobowl        | Demi-finaliste     |
| 1998                               | D1                    | Poules                       | 2                     | 0                     | 8                     | 130                   | 204                   | FED Cup         | Demi-finaliste     |
| 1999                               | D1                    | Poules                       | 0                     | 1                     | 9                     | 37                    | 145                   | -               | -                  |
| 2000                               | D2                    | Demi-finaliste de conférence | 6                     | 1                     | 2                     | 160                   | 81                    | -               | -                  |
| 2001                               | D2                    | Poules                       | 2                     | 1                     | 3                     | 146                   | 191                   | -               | -                  |
| 2002                               | D2                    | Poules                       | 1                     | 0                     | 4                     | 60                    | 174                   | -               | -                  |
| 2003                               | D3                    | Quart de finaliste           | 3                     | 2                     | 0                     | 107                   | 28                    | -               | -                  |
| 2004                               | D3                    | Finaliste                    | 2                     | 0                     | 4                     | 178                   | 113                   | -               | -                  |
| 2005                               | D2                    | Finaliste                    | 3                     | 0                     | 1                     | 68                    | 28                    | -               | -                  |
| 2006                               | D1                    | Poules                       | 1                     | 0                     | 8                     | 53                    | 348                   | -               | -                  |
| 2007                               | D2                    | Forfait général              | Forfait général       | Forfait général       | Forfait général       | Forfait général       | Forfait général       | Forfait général | Forfait général    |
| 2008                               | D3                    | Finaliste de conférence Nord | 6                     | 0                     | 2                     | 154                   | 88                    | -               | -                  |

## Bilan

### Championnat de France
| Compétition | Type         | Participations | M.J. | Vic. | Nuls | Déf. | Pts + | Pts - |
| ----------- | ------------ | -------------- | ---- | ---- | ---- | ---- | ----- | ----- |
| D1          | Saison       | 7              | 46   | 14   | 2    | 30   | 637   | 898   |
| D1          | Phase finale | 3              | 7    | 6    | 0    | 1    | 144   | 125   |
| D1          | Total        | 7              | 53   | 20   | 2    | 31   | 781   | 1 023 |
| D2          | Saison       | 5              | 24   | 12   | 2    | 10   | 434   | 474   |
| D2          | Phase finale | 2              | 3    | 1    | 0    | 2    | 24    | 102   |
| D2          | Total        | 5              | 27   | 13   | 2    | 12   | 458   | 576   |
| D3          | Saison       | 3(1)           | 11   | 5    | 2    | 4    | 285   | 141   |
| D3          | Phase finale | 2              | 6    | 4    | 0    | 2    | 149   | 109   |
| D3          | Total        | 3              | 17   | 9    | 2    | 6    | 434   | 250   |
| Totaux      | Totaux       | 15(2)          | 97   | 42   | 6    | 49   | 1 673 | 1 849 |

(1) Avec saison 2008.
(2) Total des saisons de D1, D2 et D3.

### Coupes d’Europe
| Compétition | Type         | Participations | M.J. | Vic. | Nuls | Déf. | Pts + | Pts - |
| ----------- | ------------ | -------------- | ---- | ---- | ---- | ---- | ----- | ----- |
| Eurobowl    | Poules       | 2              | 2    | 2    | 0    | 0    | 58    | 24    |
| Eurobowl    | Phase finale | 4              | 6    | 2    | 0    | 4    | 143   | 138   |
| Eurobowl    | Total        | 4              | 8    | 4    | 0    | 4    | 201   | 162   |
| FED Cup     | Poules       | 1              | 1    | 0    | 0    | 1    | 18    | 59    |
| FED Cup     | Phase finale | 0              | 0    | 0    | 0    | 0    | 0     | 0     |
| FED Cup     | Total        | 1              | 1    | 0    | 0    | 1    | 18    | 59    |
| Totaux      | Totaux       | 5              | 9    | 4    | 0    | 5    | 219   | 221   |

## Palmarès

### Seniors
- Casque de diamant
  - Champion : 1985 1987, 1988, 1989, 1993, 1994, 1996
  - Vice-champion : 1987, 1990, 1991, 1992, 1995
- Coupe de France
  - Champion : 1984
  - Vice-champion : 1985
- Casque d'or
  - Vice-champion : 2005
- Casque d'argent
  - Vice-champion : 2004, 2014

### U19
- Championnat à 9
  - Champion IDF : 2018, 2019
  - Vice-champion : 2012